# Vianne
Vianne – miejscowość i gmina we Francji, w regionie Nowa Akwitania, w departamencie Lot i Garonna.
Według danych na rok 1990 gminę zamieszkiwało 1336 osób, a gęstość zaludnienia wynosiła 136 osób/km² (wśród 2290 gmin Akwitanii Vianne plasuje się na 319. miejscu pod względem liczby ludności, natomiast pod względem powierzchni na miejscu 1072.).